# تولوس (مغني)
محمد تولوس (بالإنجليزية: Muhammad Tulus)‏ هو مغني من إندونيسيا. ينتمي محمد إلى مجتمع المينانغكابو.

## روابط خارجية
تولوس على موقع IMDb (الإنجليزية)
- تولوس على موقع ميوزك برينز (الإنجليزية)
- تولوس على موقع ديسكوغز (الإنجليزية)